# Agustín García-Gasco
Agustín García-Gasco Vicente (Corral de Almaguer, Toledo, 12 de febrero de 1931 - Roma, 1 de mayo de 2011) fue un cardenal español de la Iglesia católica que fue presidente del Instituto Superior de Ciencias Religiosas San Agustín (1990-1992) y arzobispo de Valencia entre 1992 y 2009.

## Biografía
Nació el 12 de febrero de 1931 en Corral de Almaguer (Toledo). Ingresó en el Seminario de Madrid-Alcalá en 1944.

### Sacerdote
El 26 de mayo de 1956 es ordenado sacerdote en Madrid. Es Licenciado en Teología por la Universidad Pontificia Comillas (1969); Diplomado en Sociología Industrial y Relaciones Humanas por el Instituto Jaime Balmes (1970); Diplomado en Ciencias Empresariales (Barcelona, 1976); y Diplomado en Técnicas de Grupo (Centro de Psicología, Madrid, 1977).

### Obispo y arzobispo
El papa Juan Pablo II el 20 de marzo de 1985 le nombra Obispo Titular de Nona y Auxiliar de Madrid-Alcalá. Recibió la ordenación episcopal el 11 de mayo del mismo año por Ángel Suquía Goicoechea. En 1990 asume la presidencia del Instituto Internacional de Teología a Distancia, hoy denominado Instituto Superior de Ciencias Religiosas “San Agustín”.
Juan Pablo II le nombra arzobispo metropolitano de Valencia el 24 de julio de 1992 y toma posesión de la Archidiócesis el 3 de octubre del mismo año. En 1995 es nombrado Miembro del Comité de Presidencia del Pontificio Consejo para la Familia y desde 1996 es miembro del Consejo de Presidencia de la Asociación Internacional Lateranense. En 1999 es nombrado miembro de la Congregación para el Culto Divino y la Disciplina de los Sacramentos, cargo para el que fue renovado en 2005. La Archidiócesis de Valencia acogió el V Encuentro Mundial de las Familias, entre el 1 y el 9 de julio de 2006, al que asistió el papa Benedicto XVI para clausurarlo.
Aunque adscrito por algunos en sus inicios al grupo liderado por el cardenal Tarancón, García-Gasco ha sido considerado un representante de la corriente neoconservadora dentro de la Iglesia. Fue un destacado opositor, junto a Antonio María Rouco Varela y Antonio Cañizares, a las políticas del gobierno socialista de José Luis Rodríguez Zapatero (2004-2011), especialmente en lo referente al matrimonio homosexual, el aborto, el divorcio exprés, la eutanasia o la educación para la ciudadanía.

#### Relación con la Conferencia Episcopal Española
En la Conferencia Episcopal Española, fue Secretario General de 1988 a 1993. También ha sido Presidente de la Comisión Episcopal de Relaciones Interconfesionales de 1996 a 2002. Desde abril de 2007 hasta abril de 2009 fue presidente de la Comisión Episcopal para la Doctrina de la Fe. Miembro de la Comisión Permanente entre 1988 y 2009. Ha pertenecido a las Comisiones Episcopales de Enseñanza y Catequesis (1985-1988/1993-1996), Mixta (1993-1996) y Relaciones Interconfesionales (2002-2005).

### Cardenal
Fue nombrado cardenal por el papa Benedicto XVI en el Consistorio del 24 de noviembre de 2007, con el título presbiterial de San Marcelo, tomando posesión el 8 de enero del año siguiente. 
El 28 de abril de 2008 fue nombrado miembro de la Congregación para el Culto Divino y la Disciplina de los Sacramentos y del Comité de Presidencia del Pontificio Consejo para la Familia.
Benedicto XVI aceptó su renuncia como arzobispo el día 8 de enero de 2009, quedando como Administrador Apostólico de la misma hasta el 18 de abril de 2009, fecha en la que toma posesión de la Sede valenciana su nuevo arzobispo Carlos Osoro Sierra.
El 18 de septiembre de 2010 participó en la ceremonia de beatificación de la religiosa María de la Purísima que se celebró en el Estadio de la Cartuja de Sevilla.

## Muerte
El 1 de mayo de 2011 falleció en Roma a consecuencia de un infarto, siendo el mismo día la Beatificación de Juan Pablo II, evento a cuya celebración asistía.También ese día era un día muy importante para él ya que era la romería de la Virgen de la Muela, patrona de su localidad natal, era un fiel devoto. El día 4 de mayo fue enterrado en la Catedral de Valencia, en una misa celebrada por el arzobispo de Valencia Carlos Osoro y concelebrada por 6 cardenales, 31 obispos y arzobispos y más de 300 sacerdotes, fue enterrado en la «Capilla de San José» de la Catedral valenciana.
| Predecesor: Ricardo Guízar Díaz        | Obispo titular de Nona 1985 - 1992                                  | Sucesor: Joan Enric Vives Sicilia |
| Predecesor: Fernando Sebastián Aguilar | Secretario General de la Conferencia Episcopal Española 1988 - 1993 | Sucesor: José Sánchez González    |
| Predecesor: Miguel Roca Cabanellas     | Arzobispo de Valencia 1992 - 2009                                   | Sucesor: Carlos Osoro Sierra      |
| Predecesor: Edouard Gagnon             | Cardenal Presbítero de San Marcelo 2007 - 2011                      | Sucesor: Giuseppe Betori          |